# Alberto Elli (egittologo)
Alberto Elli (Milano, 11 febbraio 1952) è un ingegnere, orientalista ed egittologo italiano.

## Biografia
Dopo aver ottenuto il diploma del liceo classico, si è laureato in Ingegneria nucleare presso il Politecnico di Milano nel 1976.
Ha svolto la propria professione d'ingegnere presso alcuni tra i principali centri di ricerca italiani: CISE, CESI, Enel ed infine RSE, dove ha lavorato fino al pensionamento.
Dopo aver conseguito una buona padronanza delle più diffuse lingue moderne e classiche, ottenuta attraverso gli studi scolastici, lo studio individuale e i viaggi, ha cominciato soprattutto dal 1978 a studiare da autodidatta la lingua egizia in tutte le sue fasi storiche. In seguito ha rivolto i suoi studi alla maggior parte delle lingue semitiche, soprattutto classiche ma non solo, poi al sumero e all'armeno. In seguito allo studio del copto si è occupato della storia della Chiesa copta in particolare e delle Chiese orientali in generale. 
Ha viaggiato e viaggia soprattutto in Egitto, ma anche in Etiopia e in Armenia, svolgendo di solito l'attività di guida turistica. 
Insegna regolarmente le lingue di sua conoscenza in molti corsi, in genere presso enti privati.
Divulga i risultati delle sue ricerche scrivendo numerosi articoli e libri.

## Opere
- Guida ai geroglifici: i principi fondamentali della lingua e della scrittura degli antichi egizi, Collana "Lo scarabeo d'oro", Milano, Vallardi, 2003 [1999], ISBN 978-88-8211-775-7
- Storia della Chiesa copta, 3 voll., Studia Orientalia Christiana, Monographiae 12-13-14, Il Cairo - Gerusalemme, The Franciscan Centre of Christian Oriental Studies, 2003
- La Chiesa copta, in (a cura di Aldo Ferrari) Popoli e Chiese dell'Oriente Cristiano. Storia delle Chiese Orientali, Collana Studi di storia, Roma, Edizioni Lavoro, 2008, ISBN 978-88-7313-200-4
- con Paolo Belloni e Paolo Bondielli, La Stele di Rosetta e il decreto di Menfi, Collana Egittologia, Torino, Ananke Edizioni, 2009, ISBN 978-88-7325-294-8
- Thomas Lambdin, Corso di copto sahidico, traduzione dall'inglese e integrazioni a cura di Alberto Elli, Collana Seshat, Torino, Ananke Edizioni, 2010, ISBN 978-88-7325-323-5
- Thomas Lambdin, Compendio di letteratura copta, traduzioni dall'inglese e dal copto e commento grammaticale a cura di Alberto Elli, Torino, Ananke Edizioni, 2011, ISBN 978-88-7325-435-5
- con Paolo Bondielli, Ramesse II e gli Ittiti. La battaglia di Qadesh, il trattato di pace, i matrimoni dinastici, Torino, Ananke Edizioni, 2012, ISBN 978-88-7325-495-9
- Dall'Egitto ho chiamato mio figlio: la fuga in Egitto della Sacra Famiglia, Milano, Edizioni Terra Santa, 2013, ISBN 978-88-6240-179-1
- L'Assiria e l'Egitto. Scontro di potenze tra VIII e VII secolo a.C., Torino, Kemet Edizioni, 2016, ISBN 978-88-9933-427-7
- Storia della Chiesa Tawāḥedo d'Etiopia, 2 voll. pp. 2128, Tomo I: pp. I-LXXII 1-1112, Tomo II: pp. 1113-2052; Collana: Monographiae, Milano, Edizioni Terra Santa, 2017, ISBN 978-88-6240-509-6
- Breve storia delle Chiese cattoliche orientali (II ed.), Collana Ekklesia, Milano, Edizioni Terra Santa, 2017 [2010], ISBN 978-88-6240-446-4
- Armenia. Arte, storia e itinerari della più antica nazione cristiana, Milano, Edizioni Terra Santa, 2019, ISBN 978-88-6240-558-4
- Il geroglifico elementare. Storia, mistero e fascino della madre di tutte le scritture, prefazione di Gian Antonio Stella, Milano, Edizioni Terra Santa, 2021, ISBN 978-88-6240-841-7
- Egitto e Medio Oriente nelle lettere di Amarna, Kemet, 2022, ISBN 979-12-8000-744-5
- Etiopia. Arte, curiosità e itinerari nel cuore antico dell'Africa, Milano, Edizioni Terra Santa, 2023, ISBN 978-88-6240-771-7
- con Roberto Reggi, Marco. Traduzione interlineare italiana del testo copto sahidico, 2024, online su slideshare.net e academia.edu
- Egitto. Guida storico-archeologica ai principali siti cristiani, monasteri e chiese, Milano, Edizioni Terra Santa, 2024, ISBN 979-12-5471-284-9
- Giordania in Tasca, Milano, Edizioni Terra Santa, 2024, ISBN 979-12-5471-282-5
- con Roberto Reggi, Matteo. Traduzione interlineare italiana del copto sahidico, 2024, online su slideshare.net e academia.edu
- con Roberto Reggi, Luca. Traduzione interlineare italiana del copto sahidico, 2024, online su slideshare.net e academia.edu
- con Roberto Reggi, Giovanni. Traduzione interlineare italiana del copto sahidico, 2025, online su slideshare.net e academia.edu

## Articoli
- "Origine e affermazione del Cristianesimo in Etiopia", SOCC (Studia Orientalia Christiana - Collectanea), 43, 2010, pp. 7-87
- "La missione cappuccina in Etiopia. Breve excursus storico", SOCC,  43, 2010, pp. 179-234
- "San Marco, ponte tra Oriente e Occidente", SOCC, 46-47, 2013-2014, pp. 85-184
- "Armeni in Etiopia", SOCC, 48-49, 2015-2016, pp. 97-141
- "Mons. Ṭobiyā Gabra Egzi’abehēr, primo vescovo etiope cattolico", SOCC, 50-51, 2017-2018, pp. 7-32
- "Il monachesimo etiopico e le principali figure monastiche", SOCC, 52-53, 2019-2020, pp. 201-260
- "Armeni: un popolo, una fede, una lingua", in AA.VV., Giornate di Archeologia, Arte e Storia del Vicino Oriente - Atti della V edizione, Milano, 9-11 maggio 2019, Milano, 2023,  pp. 267-280
- "Storia della fuga di Maria al monte Libano e gli Atti di Gigār, governatore della Siria, e di Domiziano", SOCC, 54, 2021, 141-200
- "Il 'Patto di Misericordia' e la storia del 'Cannibale di Qemer': due aspetti poco conosciuti della religiosità etiopica", SOCC, 55, 2021, pp. 267-298
- “Una memoria lontana. Il Concilio di Firenze e la Chiesa d’Etiopia”, in R. Burigana, P. Piatti (a cura di), Un Concilio di oggi. Memoria, recezione e presente del Concilio di Firenze (1439-2019), Città del Vaticano, 2022, pp. 149-191
- "I geroglifici, Champollion e la Stele di Rosetta a 200 anni dalla decifrazione", in AA.VV., Giornate di Archeologia, Arte e Storia del Vicino Oriente - Atti della VIII edizione, Milano, 20-22 ottobre 2022, Milano, 2023,  pp. 135-144
- "La storia di Gabra Krestos, figlio di Teodosio, re di Costantinopoli", SOCC, 57, 2024, pp. 375-437

## Speciali diMediterraneoAntico[1]
Copto
- Gli insegnamenti di Silvano (Nag Hammadi Codex VII, 4, 84-118)

- I sette dormienti di Efeso

- La vita di Ilaria

- Vita di Aaron

- Vita dei Santi Massimo e Domezio

Sumero
- La costruzione del tempio di Ningirsu: i cilindri A e B di Gudea di Lagash

Accadico
- Se un uomo ... Il codice delle leggi di Hammurapi re di Babilonia

- Enūma eliš. Il mito babilonese della creazione

- Annali di Tiglath Pileser I, re d’Assiria (1115-1076 a.C.). Dal Prisma K di Qal‘at Sherqāt

- Annali di Sennacherib (705-681 a.C.). Dal Prisma di Chicago

- L’epopea di Gilgamesh

- Iaḫdun-Lim, re di Mari. Iscrizione di fondazione del tempio di Shamash

- Lettere da Mari
- Lettera di Nefertari, moglie di Ramesse II, a Pudukhepa, moglie di Khattushili III

Egiziano (geroglifico, ieratico e demotico)
- “E una grande quantità di Egiziani ruba in esse”. I furti nelle tombe a Tebe alla fine del Nuovo Regno (XII-XI sec. a.C.)

- Le guerre di Ramesse III

- Testi di letteratura neo-egizia. Sette racconti dall’antico Egitto

- Iscrizione criptografica di Ramesse II ad Abu Simbel

- Iscrizione criptografica di Ramesse II a Luxor

- La Stele di Metternich

- Il graffito ieratico del “Decreto di Horkhebi”

- Il Papiro dell’adozione (Papiro Ashmolean 1945.96)

- La Stele di Paser (BM 194). Un inno a “parole quadrate” per Mut

- Un trattato di ofiologia. Papiri Brooklyn Museum 42.218.48 e 42.218.85

- La Genesi secondo la teologia di Esna e di Sais

- Il Canto del Mattino o Inno del Risveglio a Edfu

- Il decreto dell’Abaton

- Le dieci battaglie di Horus. Da la “Festa della Vittoria” a Edfu

- Il graffito di Esmet-Akhom

- I misteri di Khoiak. Dalla cappella osiriaca n° 1 del Tempio di Dendera

- Il Decreto di Canopo di Tolomeo III Evergete I (7 febbraio 238 a.C.)

- La Stele trilingue di Caio Cornelio Gallo a File

- L’insegnamento di Onksheshonqy

- I due racconti demotici di Setne-Khamuas
- La festa di "Prendere il Pastorale" ad Esna
- La stele trionfale di Pi(ankh)y
- La stele del sogno di Tanutamon
- Due stele di Aspelta da Napata

Ge'ez
- KEBRA NAGAŚT "La Gloria dei Re"

Altri
- La Conversione al cristianesimo della Nubia e l’iscrizione di Silko

Compila annualmente il Calendario pubblicato da Edizioni Terra Santa